# Angel Aquino
Angel Aquino (Filipinas, 7 de fevereiro de 1973) é uma atriz e modelo filipina. Ela é uma das filiadas da ABS-CBN e é mais conhecida por seu papel antagônico em Magkaribal como Vera Cruz.

## Filmografia

### Televisão
| Televisão | Televisão                           | Televisão                     | Televisão   |
| --------- | ----------------------------------- | ----------------------------- | ----------- |
| Ano       | Título                              | Papel                         | Canal/Rede  |
| 2013      | Honesto                             | Magdalena 'Lena' Layer        | ABS-CBN     |
| 2013      | Apoy Sa Dagat                       | Adrianna Lamayre              | ABS-CBN     |
| 2012      | Maalaala Mo Kaya: Manika            | Cora                          | ABS-CBN     |
| 2012      | Wansapanataym: Maan Antukin         | Mrs. Miranda                  | ABS-CBN     |
| 2011      | Maalaala Mo Kaya: Tungkod           | Salvacion 'Bogs' Villanueva   | ABS-CBN     |
| 2011–2012 | María la del Barrio                 | Victoria Montenegro Dela Vega | ABS-CBN     |
| 2011      | Minsan Lang Kita Iibigin            | Teresa Valderosa              | ABS-CBN     |
| 2010      | Magkaribal                          | Vera Cruz                     | ABS-CBN     |
| 2009–2010 | Darna                               | Tagapangalaga ng Bato         | GMA Network |
| 2009      | All About Eve                       | Judith El Bamo                | GMA Network |
| 2008      | Maalaala Mo Kaya: Medyas            | Linda                         | ABS-CBN     |
| 2008      | Lobo                                | Young Savannah Blancaflor     | ABS-CBN     |
| 2007      | Maalaala Mo Kaya: Bag               | Sheryl Ramos                  | ABS-CBN     |
| 2007      | Maging Sino Ka Man: Ang Pagbabalik  | Andrea                        | ABS-CBN     |
| 2007      | Maalaala Mo Kaya: Balikbayan Box    | Lorna                         | ABS-CBN     |
| 2007      | Camera Café                         | Manang                        | QTV         |
| 2006      | Encantadia: Pag-ibig Hanggang Wakas | Ether                         | GMA Network |
| 2006      | Captain Barbell                     | Barbara                       | GMA Network |
| 2005      | Etheria                             | Ether                         | GMA Network |
| 2004      | Marinara                            | Oceana                        | GMA Network |
| 2004      | Hiram                               | Charlotte Crisostomo          | ABS-CBN     |
| 2001      | Recuerdo De Amor                    | Cecilia Sebastian             | ABS-CBN     |
| 1999      | Wansapanataym                       | Sylvia                        | ABS-CBN     |

### Cinema
| Filme | Filme                             | Filme            | Filme                        |
| ----- | --------------------------------- | ---------------- | ---------------------------- |
| Ano   | Título                            | Papel            | Produção                     |
| 2012  | Amorosa                           | Rosa             | Skylight Films & Star Cinema |
| 2011  | Biktima                           | Alice de la Cruz | Alba Productions             |
| 2009  | I Love You, Goodbye               | Valerie Benitez  | Star Cinema                  |
| 2009  | Soliloquy                         | Lilian           | Quantum Films                |
| 2008  | Botelya                           | Beth             |                              |
| 2007  | Siquijor: Mystic Island           | Doreen Jimenez   |                              |
| 2007  | Faces of Love                     |                  |                              |
| 2006  | The Inheritance                   |                  |                              |
| 2006  | Donsol                            | Teresa           |                              |
| 2006  | Kaleldo                           | Lourdes          |                              |
| 2006  | Nasaan si Francis?                | Anne             |                              |
| 2006  | Ina, Anak, Pamilya                |                  |                              |
| 2005  | ICU Bed #7                        | Beth             | Cinemalaya                   |
| 2004  | Evolution of a Filipino Family    | Rica             |                              |
| 2004  | Beautiful Life                    | Dolor            | Regal Films                  |
| 2003  | Crying Ladies                     | Choleng          | Star Cinema                  |
| 2001  | Angels                            | Rich Woman       | Star Cinema                  |
| 2001  | The Life of Rosa                  | Jing             | Star Cinema                  |
| 2000  | Laro Sa Baga                      | Carmen           | Regal Films                  |
| 2000  | Daddy O, Baby O!                  | Maribel          | Star Cinema                  |
| 2000  | Minsan, Minahal Kita              | Menchu           | Star Cinema                  |
| 1999  | Isusumbong Kita Sa Tatay Ko       | Alicia Rivera    | Star Cinema                  |
| 1998  | Sana Pag-ibig Na                  | Karen            | Regal Films                  |
| 1998  | The Criminal of Barrio Concepcion | Elvira Camandero |                              |
| 1998  | Lea's Story                       | Elinor           | Star Cinema                  |
| 1997  | Goodbye America                   | Maria Salazar    | Star Cinema                  |
| 1996  | Mumbaki                           | Dolores          | Neo Films                    |

## Prêmios e indicações
| Televisão | Televisão        | Televisão                                            | Televisão |
| --------- | ---------------- | ---------------------------------------------------- | --------- |
| Ano       | Organização      | Categoria                                            | Resultado |
| 2008      | FAMAS            | Best Supporting Actress (para Faces of Love 2007)    | Indicado  |
| 2007      | Gawad Urian      | Best Actress (para Summer Heat 2006)                 | Indicado  |
| 2006      | Balanghai Trophy | Best Performance of an Actress (para Donsol 2006)    | Venceu    |
| 2001      | FAMAS            | Best Supporting Actress (para Laro Sa Baga 2000)     | Indicado  |
| 2001      | Gawad Urian      | Best Supporting Actress (para Laro Sa Baga 2000)     | Indicado  |
| 1999      | Gawad Urian      | Best Supporting Actress (para Sana Pag-ibig Na 1998) | Indicado  |